# سوکسینیل کولین
سوکسینیل کولین (به انگلیسی: Succinylcholine chloride)
رده درمانی: مسدودکننده عصبی- عضلانی دپلاریزان
اشکال دارویی: آمپول

## موارد مصرف
سوکسینیل کولین به عنوان داروی کمک بیهوشی برای شل کردن عضلات اسکلتی و تسهیل کنترل بیمار طی تنفس مصنوعی مکانیکی مصرف می‌شود. همچنین برای تسهیل لوله‌گذاری داخل نای، جراحی‌هایی که طولانی مدت هستند و شل شدن عضلات در آن‌ها ضرورت دارد و کاهش شدت انقباضات عضلانی ناشی از حملات تشنجی مصرف شده‌است.

## مکانیسم اثر
سوکسینیل کولین داروی مسدودکننده عصبی عضلانی دپلاریزان است که با استیل کولین در اتصال به گیرنده‌های کولینرژیک صفحه محرکه انتهایی رقابت و با اتصال به گیرنده‌ها باعث دپلاریزاسیون می‌شود. اثر دپلاریزان به دلیل تمایل شدید آن به گیرنده کولینرژیک و مقاومت به اثرات کولین‌استراز، طولانی‌تر از استیل کولین است. این اثر ابتدا باعث انقباض گذرای عضلات می‌شود که معمولاً فاسیکوله شدن عضلات بروز می‌کند و بعد از آن، انتقال عصبی عضلانی مهار می‌شود.

## عوارض جانبی
افزایش فشار خون و ضربان قلب ، خارش پوست، افزایش ترشح بزاق و راش پوستی از عوارض جانبی مهم و نسبت شایع دارو می‌باشند.
در افراد با استعداد ژنتیکی و افراد مبتلا به بیماری های عضلانی عارضه هایپرترمی بدخیم محتمل است.